# تپه کول لیک ۲
تپه کول لیک ۲ مربوط به دوران‌های تاریخی پس از اسلام است و در شهرستان بوئین‌زهرا، بخش آبگرم، روستای اردلان واقع شده و این اثر در تاریخ ۱۱ شهریور ۱۳۸۲ با شمارهٔ ثبت ۹۷۹۳ به‌عنوان یکی از آثار ملی ایران به ثبت رسیده است.